# 12092 Erinorourke
12092 Erinorourke è un asteroide della fascia principale. Scoperto nel 1998, presenta un'orbita caratterizzata da un semiasse maggiore pari a 2,5716375 au e da un'eccentricità di 0,1467079, inclinata di 8,19333° rispetto all'eclittica.